# گیورگ برندس
گیورگ موریس کوهن برندس (دانمارکی: Georg Brandes; ۴ فوریهٔ ۱۸۴۲ – ۱۹ فوریهٔ ۱۹۲۷) منتقد ادبی و محقق اهل دانمارک بود.